# Roadracing-VM 2014
Världsmästerskapen i Roadracing 2014 arrangerades av Internationella motorcykelförbundet och innehöll klasserna MotoGP, Moto2 och Moto3 i Grand Prix-serien. Därutöver hade klasserna Superbike, Supersport, Endurance och Sidovagnsracing världsmästerskapsstatus. VM-titlar delades ut till bästa förare och till bästa konstruktör.

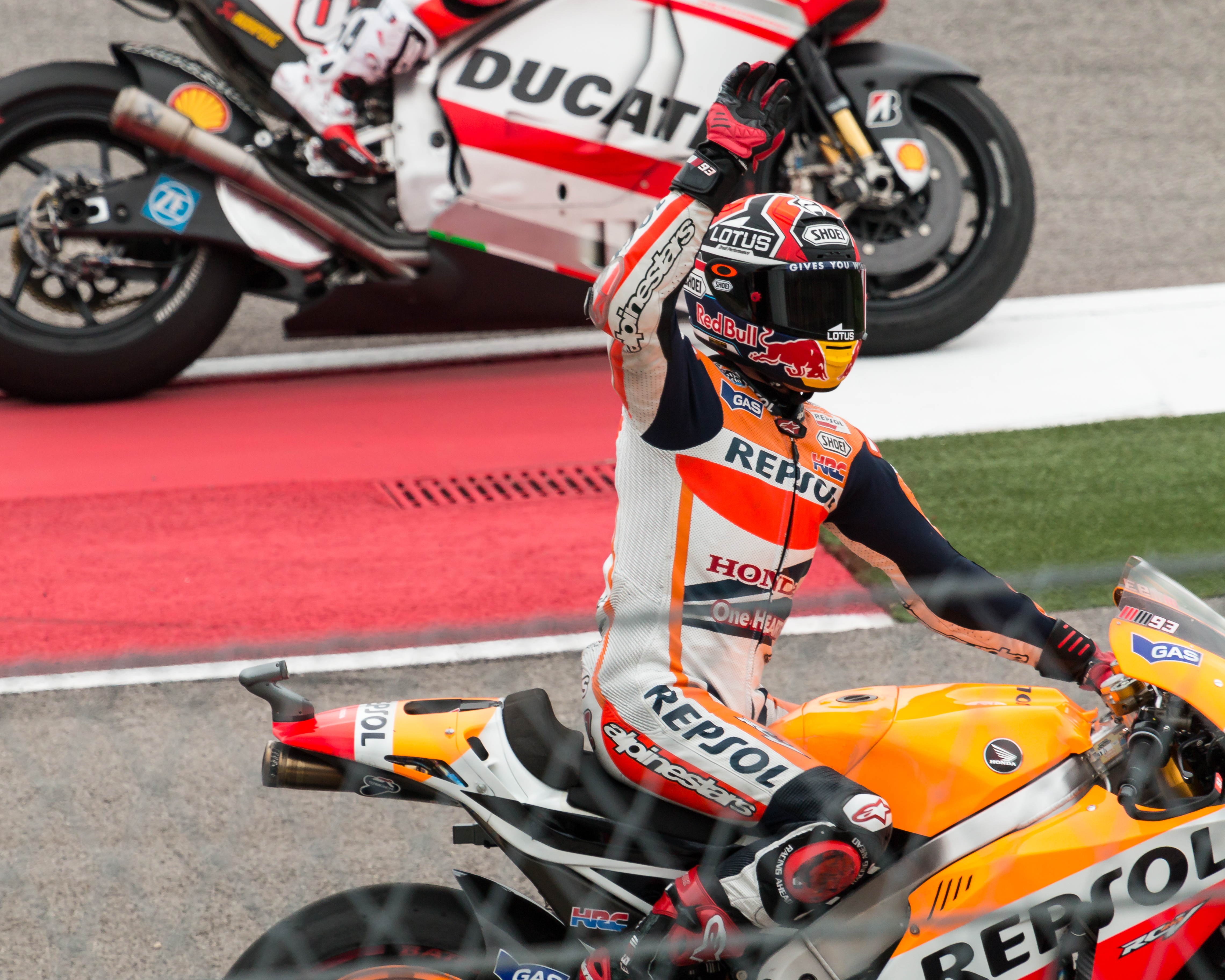
2014 års världsmästare i MotoGP, Marc Márquez, firar GP-segern på COTA i början av säsongen.

| Världsmästare i roadracing 2014 | Världsmästare i roadracing 2014                       | Världsmästare i roadracing 2014 |
| Klass                           | Mästare individuellt                                  | Mästare konstruktörer           |
| ------------------------------- | ----------------------------------------------------- | ------------------------------- |
| MotoGP                          | Marc Márquez (Honda)                                  | Honda                           |
| Moto2                           | Esteve Rabat (Kalex)                                  | Kalex                           |
| Moto3                           | Álex Márquez (Honda)                                  | KTM                             |
| Superbike                       | Sylvain Guintoli (Aprilia)                            | Aprilia                         |
| Supersport                      | Michael van der Mark (Honda)                          | Honda                           |
| Endurance                       | Yamaha Racing GMT 94 Michelin (D Checa, Foray, Gines) | Yamaha                          |
| Sidvagn                         | Tim Reeves/ Grégory Cluze                             | -                               |

## Grand Prix
Grand Prix-klasserna i roadracing är MotoGP, Moto2 och Moto3. De körs tillsammans under sammanhållna tävlingshelger.

### Tävlingskalender
FIM publicerade den slutliga tävlingskalendern 24 februari 2014. Precis som 2013 blir det 18 Grand Prix, men 2014 deltar alla klasser vid samtliga Grand Prix. Argentina gör comeback som VM-arrangör samtidigt som USA:s Grand prix på Laguna Seca Raceway utgår. Den preliminära kalendern som
FIM publicerade 2 oktober 2013 innehöll även ett Grand Prix i Brasilien, men det ströks.
| Omgång | Datum        | Grand Prix      | Bana                        | Segrare Moto3 | Segrare Moto2      | Segrare MotoGP  |
| ------ | ------------ | --------------- | --------------------------- | ------------- | ------------------ | --------------- |
| 1      | 23 mars^1    | Qatar           | Losail                      | Jack Miller   | Esteve Rabat       | Marc Márquez    |
| 2      | 13 april     | Amerikas GP     | Circuit of the Americas     | Jack Miller   | Maverick Viñales   | Marc Márquez    |
| 3      | 27 april     | Argentina       | Termas de Río Hondo         | Romano Fenati | Esteve Rabat       | Marc Márquez    |
| 4      | 4 maj        | Spanien         | Jerez                       | Romano Fenati | Mika Kallio        | Marc Márquez    |
| 5      | 18 maj       | Frankrike       | Le Mans Bugatti             | Jack Miller   | Mika Kallio        | Marc Márquez    |
| 6      | 1 juni       | Italien         | Mugello Circuit             | Romano Fenati | Esteve Rabat       | Marc Márquez    |
| 7      | 15 juni      | Katalonien      | Circuit de Catalunya        | Álex Márquez  | Esteve Rabat       | Marc Márquez    |
| 8      | 28 juni ^2   | TT Assen        | TT Circuit Assen            | Álex Márquez  | Anthony West       | Marc Márquez    |
| 9      | 13 juli      | Tyskland        | Sachsenring                 | Jack Miller   | Dominique Aegerter | Marc Márquez    |
| 10     | 10 augusti   | Indianapolis GP | Indianapolis Motor Speedway | Efrén Vázquez | Mika Kallio        | Marc Márquez    |
| 11     | 17 augusti   | Tjeckien        | Masaryk Circuit, Brno       | Alexis Masbou | Esteve Rabat       | Dani Pedrosa    |
| 12     | 31 augusti   | Storbritannien  | Silverstone                 | Álex Rins     | Esteve Rabat       | Marc Márquez    |
| 13     | 14 september | San Marino      | Misano                      | Álex Rins     | Esteve Rabat       | Valentino Rossi |
| 14     | 28 september | Aragoniens GP   | Motorland Aragón            | Romano Fenati | Maverick Viñales   | Jorge Lorenzo   |
| 15     | 12 oktober   | Japan           | Twin Ring Motegi            | Álex Márquez  | Thomas Lüthi       | Jorge Lorenzo   |
| 16     | 19 oktober   | Australien      | Phillip Island Circuit      | Jack Miller   | Maverick Viñales   | Valentino Rossi |
| 17     | 26 oktober   | Malaysia        | Sepang                      | Efrén Vázquez | Maverick Viñales   | Marc Márquez    |
| 18     | 9 november   | Valencia        | Circuit Ricardo Tormo       | Jack Miller   | Thomas Lüthi       | Marc Márquez    |

Noter:
- ^1  - Kvällsrace i elljus.
- ^2  - Tävlingarna avgörs traditionsenligt på lördag istället för söndag.

### Poängräkning
De 15 främsta i varje race får poäng enligt tabellen nedan. Alla race räknas.
| Plats | 1  | 2  | 3  | 4  | 5  | 6  | 7 | 8 | 9 | 10 | 11 | 12 | 13 | 14 | 15 |
| ----- | -- | -- | -- | -- | -- | -- | - | - | - | -- | -- | -- | -- | -- | -- |
| Poäng | 25 | 20 | 16 | 13 | 11 | 10 | 9 | 8 | 7 | 6  | 5  | 4  | 3  | 2  | 1  |

## MotoGP

### Regeländringar
Tämligen stora regeländringar infördes 2014. Claiming Rules Team-reglerna togs bort och ersattes av en öppen kategori - "Open category". Fabriksmotorcyklarna "Factory category" får använda 20 liter bränsle per race mot 21 liter 2013. Öppna kategorin får använda 24 liter bränsle per race. Alla motorcyklar måste använda samma elektroniska styrenhet (ECU). 2014 levereras ECU:n från Magneti Marelli. I öppna kategorin måste ECU:ns standardprogramvara användas, medan fabriksteamen får använda och utveckla sina egna programvaror. Fabriksmotorcyklarna får, liksom 2013, göra högst fem motorbyten på en säsong och motorerna plomberas vid säsongsstart. Det vill säga att utveckling av motorerna är inte tillåtet under tävlingssäsongen. Öppna kategorin däremot får göra 12 motorbyten under säsongen och utveckling får ske. Öppna kategorin får också använda ett mjukare bakdäck.
Efter att fabriksstallet Ducati Corse i februari anmält sina motorcyklar i öppna kategorin för att kunna utveckla motorerna under säsongen reagerade Grand Prix-kommissionen dagarna före den första deltävlingen med att införa en specialregel. Regeln gäller för fabriksmotorcyklar som inte vunnit något Grand Prix under torra förhållanden föregående år, samt nya märken som inträder i mästerskapen. 2014 uppfyller endast Ducati villkoren och 2015 Suzuki, om det fabrikatet fullföljer sin planerade comeback i MotoGP. Regeln innebär att Ducati får tävla med samma fördelar som öppna kategorin och samtidigt använda sin egen programvara. Skulle märket under torra förhållanden vinna ett Grand Prix, eller komma tvåa i två, eller ta tre pallplatser kommer bränslemängden per race att minskas från 24 till 22 liter.
Försök till sammanfattning av regelverket
|                                         | Factory | Factory 2                                                                                        | Open |
| --------------------------------------- | --- | ------------------------------------------------------------------------------------------------ | --- |
| Motorer per säsong                      | 6 | 13                                                                                               | 13 |
| Motorutveckling                         | Nej | Ja                                                                                               | Ja |
| Bränsle per race                        | 20 l | 24 (22) l                                                                                        | 24 l |
| Styrenhet (ECU)                         | Magneti Marelli | Magneti Marelli                                                                                  | Magneti Marelli |
| ECU-mjukvara                            | Egenutvecklad | Egenutvecklad                                                                                    | Magneti Marelli |
| Däck                                    | Bridgestone | Bridgestone                                                                                      | Bridgestone |
| Däckstyper                              | Hård och medium | Medium och mjuk                                                                                  | Medium och mjuk |
| Förare som lyder under respektive regel | Marc Marquez (Honda) Dani Pedrosa (Honda) Jorge Lorenzo (Yamaha) Valentino Rossi (Yamaha) Alvaro Bautista (Honda) Stefan Bradl (Honda) Bradley Smith (Yamaha) Pol Espargaró (Yamaha) | Andrea Dovizioso (Ducati) Cal Cruchlow (Ducati) Andrea Iannone (Ducati) Yonny Hernandez (Ducati) | Áleix Espargaró (Forward Yamaha) Colin Edwards (Forward Yamaha) Nicky Hayden (Honda) Hiroshi Aoyama (Honda) Scott Redding (Honda) Karel Abraham (Honda) Hector Barbera (Avintia) Mike Di Meglio (Avintia) Danilo Petrucci (ART) Michael Laverty (PBM) Broc Parkes (PBM) |

### Team och förare 2014
Samma team som 2013 deltar. Debuterande förare är Moto2-världsmästaren Pol Espargaró, Scott Redding, Mike di Meglio och Broc Parkes. Förare 2013 som lämnat klassen är Ben Spies, Lukáš Pešek och Bryan Staring. Startfältet skulle innehålla 24 ordinarie förare 2014, men det blev 23 då Iodaracing tvingades stryka en förare. Wildcard-förare kan tillkomma.

#### Fabriksmotorcyklar
Märkesteam
- Repsol Honda: Marc Márquez och Dani Pedrosa fortsätter.
- Yamaha Racing: Jorge Lorenzo och Valentino Rossi fortsätter.
- Ducati Corse: Andrea Dovizioso fortsätter och får sällskap av Cal Cruchlow som kommer från Tech3 Yamaha.

Satellitteam
- LCR Honda: Stefan Bradl fortsätter.
- Gresini Honda: Alvaro Bautista fortsätter. Gresini kör sin andra motorcykel enligt "öppna" reglerna.
- Tech 3 Yamaha: Bradley Smith fortsätter och får sällskap av Pol Espargaró som kommer från Moto2-klassen.
- Pramac Ducati: Andrea Iannone och Yonny Hernandez fortsätter.

#### "Öppna" motorcyklar
Motorcykel inom parentes.
- Aspar (Honda): Nicky Hayden kommer från Ducati. Hiroshi Aoyama kommer från Avintia Blusens. Teamet byter motorcykel från ART till Honda.
- Avintia Blusens (FTR): Héctor Barberá fortsätter och får sällskap av Mike Di Meglio som kommer från Moto3-klassen.
- Cardion Ab (Honda): Karel Abraham fortsätter. Teamet byter motorcykel från ART till Honda.
- Forward Racing (FTR Yamaha): Colin Edwards fortsätter och Aleix Espargaro kommer från Aspar-teamet. Teamet byter motorcykel från FTR Kawasaki till Forward Yamaha.
- Gresini (Honda): Scott Redding kommer från Moto2-klassen. Teamet byter motorcykel från FTR Honda till Honda.
- IodaRacing (ART): Danilo Petrucci fortsätter. Britten Leon Camier från Superbike-VM anmäldes som andra förare, men ströks senare av Ioda Racing.
- Paul Bird Motorsport (PBM Aprilia): Michael Laverty fortsätter. Andra förare är nykomlingen Broc Parkes.

### Startlista MotoGP
En preliminär startlista publicerades av FIM 20 november 2013. En uppdaterad lista publicerades 14 januari 2014. En slutlig lista publicerades 28 februari med 23 ordinarie förare.
| Nr | Förare             | Nation         | Team                          | Motorcykel     | GP              | Anmärkning                   |
| -- | ------------------ | -------------- | ----------------------------- | -------------- | --------------- | ---------------------------- |
| 2  | Leon Camier        | Storbritannien | Drive M7 Aspar                | Honda          | 10-13           | Ersatte 69 Hayden            |
| 4  | Andrea Dovizioso   | Italien        | Ducati Team                   | Ducati *       | 1-18            |                              |
| 5  | Colin Edwards      | USA            | NGM Forward Racing            | Forward Yamaha | 1-10            |                              |
| 6  | Stefan Bradl       | Tyskland       | LCR Honda MotoGP              | Honda *        | 1-18            |                              |
| 7  | Hiroshi Aoyama     | Japan          | Drive M7 Aspar                | Honda          | 1-18            |                              |
| 8  | Héctor Barberá     | Spanien        | Avintia Racing                | Avintia        | 1-13            |                              |
| 8  | Héctor Barberá     | Spanien        | Avintia Racing                | Ducati         | 14-18           |                              |
| 9  | Danilo Petrucci    | Italien        | Iodaracing Project            | ART            | 1-4, 8-18       |                              |
| 14 | Randy de Puniet    | Frankrike      | Team Suzuki MotoGP            | Suzuki         | 18              | Wildcard                     |
| 15 | Alex De Angelis    | San Marino     | NGM Forward Racing            | Forward Yamaha | 11-18           | Ny ordinarie efter 5 Edwards |
| 17 | Karel Abraham      | Tjeckien       | Cardion AB Motoracing         | Honda          | 1-18            |                              |
| 19 | Álvaro Bautista    | Spanien        | Go & Fun Honda Gresini        | Honda *        | 1-18            |                              |
| 21 | Katsuyuki Nakasuga | Japan          | Yamalube Racing Team with YSP | Yamaha         | 15              | Wildcard                     |
| 23 | Broc Parkes        | Australien     | Paul Bird Motorsport          | PBM            | 1-18            |                              |
| 26 | Dani Pedrosa       | Spanien        | Repsol Honda Team             | Honda *        | 1-18            |                              |
| 29 | Andrea Iannone     | Italien        | Pramac Racing                 | Ducati *       | 1-18            |                              |
| 35 | Cal Crutchlow      | Storbritannien | Ducati Team                   | Ducati *       | 1-2, 4-18       |                              |
| 38 | Bradley Smith      | Storbritannien | Monster Yamaha Tech 3         | Yamaha *       | 1-18            |                              |
| 41 | Aleix Espargaró    | Spanien        | NGM Forward Racing            | Forward Yamaha | 1-18            |                              |
| 44 | Pol Espargaró      | Spanien        | Monster Yamaha Tech 3         | Yamaha *       | 1-18            |                              |
| 45 | Scott Redding      | Storbritannien | Go & Fun Honda Gresini        | Honda          | 1-18            |                              |
| 46 | Valentino Rossi    | Italien        | Movistar Yamaha MotoGP        | Yamaha *       | 1-18            |                              |
| 51 | Michele Pirro      | Italien        | Ducati Team                   | Ducati *       | 3               | Ersatte 35 Crutchlow         |
| 51 | Michele Pirro      | Italien        | Ducati Team                   | Ducati *       | 4, 6, 7, 11, 18 | Wildcard                     |
| 63 | Mike Di Meglio     | Frankrike      | Avintia Racing                | Avintia        | 1-18            |                              |
| 68 | Yonny Hernández    | Colombia       | Pramac Racing                 | Ducati *       | 1-18            |                              |
| 69 | Nicky Hayden       | USA            | Drive M7 Aspar                | Honda          | 1-9, 14-18      |                              |
| 70 | Michael Laverty    | Storbritannien | Paul Bird Motorsport          | PBM            | 1-18            |                              |
| 84 | Michel Fabrizio    | Italien        | Iodaracing Project            | ART            | 6, 7            | Ersatte 9 Petrucci           |
| 93 | Marc Márquez       | Spanien        | Repsol Honda Team             | Honda *        | 1-18            |                              |
| 99 | Jorge Lorenzo      | Spanien        | Movistar Yamaha MotoGP        | Yamaha *       | 1-18            |                              |

* markerar motorcyklar anmälda under fabriksreglerna, "Factory option".

### Resultat MotoGP
| Omgång | Bana                    | Segrare         | Segrarens mc | Tvåa             | Trea             | Pole position    | Snabbaste varv  |
| ------ | ----------------------- | --------------- | ------------ | ---------------- | ---------------- | ---------------- | --------------- |
| 1      | Losail                  | Marc Márquez    | Honda        | Valentino Rossi  | Dani Pedrosa     | Marc Márquez     | Álvaro Bautista |
| 2      | Circuit of the Americas | Marc Márquez    | Honda        | Dani Pedrosa     | Andrea Dovizioso | Marc Márquez     | Marc Márquez    |
| 3      | Termas de Río Hondo     | Marc Márquez    | Honda        | Dani Pedrosa     | Jorge Lorenzo    | Marc Márquez     | Dani Pedrosa    |
| 4      | Jerez                   | Marc Márquez    | Honda        | Valentino Rossi  | Dani Pedrosa     | Marc Márquez     | Marc Márquez    |
| 5      | Le Mans Bugatti         | Marc Márquez    | Honda        | Valentino Rossi  | Álvaro Bautista  | Marc Márquez     | Marc Márquez    |
| 6      | Mugello                 | Marc Márquez    | Honda        | Jorge Lorenzo    | Valentino Rossi  | Marc Márquez     | Marc Márquez    |
| 7      | Catalunya               | Marc Márquez    | Honda        | Valentino Rossi  | Dani Pedrosa     | Dani Pedrosa     | Marc Márquez    |
| 8      | Assen                   | Marc Márquez    | Honda        | Andrea Dovizioso | Dani Pedrosa     | Aleix Espargaró  | Marc Márquez    |
| 9      | Sachsenring             | Marc Márquez    | Honda        | Dani Pedrosa     | Jorge Lorenzo    | Marc Márquez     | Marc Márquez    |
| 10     | Indianapolis            | Marc Márquez    | Honda        | Jorge Lorenzo    | Valentino Rossi  | Marc Márquez     | Marc Márquez    |
| 11     | Brno                    | Dani Pedrosa    | Honda        | Jorge Lorenzo    | Valentino Rossi  | Marc Márquez     | Dani Pedrosa    |
| 12     | Silverstone             | Marc Márquez    | Honda        | Jorge Lorenzo    | Valentino Rossi  | Marc Márquez     | Marc Márquez    |
| 13     | Misano                  | Valentino Rossi | Yamaha       | Jorge Lorenzo    | Dani Pedrosa     | Jorge Lorenzo    | Marc Márquez    |
| 14     | Aragón                  | Jorge Lorenzo   | Yamaha       | Aleix Espargaró  | Cal Crutchlow    | Marc Márquez     | Jorge Lorenzo   |
| 15     | Motegi                  | Jorge Lorenzo   | Yamaha       | Marc Márquez     | Valentino Rossi  | Andrea Dovizioso | Jorge Lorenzo   |
| 16     | Phillip Island          | Valentino Rossi | Yamaha       | Jorge Lorenzo    | Bradley Smith    | Marc Márquez     | Valentino Rossi |
| 17     | Sepang                  | Marc Márquez    | Honda        | Valentino Rossi  | Jorge Lorenzo    | Marc Márquez     | Marc Márquez    |
| 18     | Valencia                | Marc Márquez    | Honda        | Valentino Rossi  | Dani Pedrosa     | Valentino Rossi  | Marc Márquez    |

### Mästerskapsställning MotoGP
Slutställning efter 18 deltävlingar.
1. Marc Márquez, 362 p. Klar världsmästare efter 15 deltävlingar.
2. Valentino Rossi, 295 p.
3. Jorge Lorenzo, 263 p.
4. Dani Pedrosa, 246 p.
5. Andrea Dovizioso, 187 p.
6. Pol Espargaró, 136 p.
7. Aleix Espargaró, 126 p.
8. Bradley Smith, 121 p.
9. Stefan Bradl, 117 p.
10. Andrea Iannone, 102 p.
11. Álvaro Bautista, 89 p.
12. Scott Redding, 81 p.
13. Cal Crutchlow, 74 p.
14. Hiroshi Aoyama, 68 p.
15. Yonny Hernandez, 53 p.
16. Nicky Hayden, 47 p.
17. Karel Abraham, 33 p.
18. Hector Barbera, 26 p.
19. Michele Pirro, 18 p.
20. Danilo Petrucci, 17 p.
21. Alex de Angelis, 14 p.
22. Colin Edwards, 11 p.
23. Broc Parkes, 9 p.
24. Michael Laverty, 9 p.
25. Mike Di Meglio, 9 p.
26. Katsuyuki Nakasuga, 4 p.
27. Leon Camier, 1 p.

## Moto2
Inga större ändringar i Moto2 till 2014. Intressanta nykomlingar är världsmästaren i Moto3 Maverick Viñales, Luis Salom från Moto3, Supersportvärldsmästaren Sam Lowes och amerikanske Supersportmästaren Josh Herrin. Ett nytt team är Caterham Moto Racing.

### Startlista Moto2
En preliminär startlista publicerades av FIM 20 november 2013. En uppdaterad lista publicerades 14 januari 2014. En slutlig lista publicerades 28 februari med 35 ordinarie förare.
| Nr | Förare              | Nation         | Team                         | Motorcykel     | GP          | Anmärkning                       |
| -- | ------------------- | -------------- | ---------------------------- | -------------- | ----------- | -------------------------------- |
| 2  | Josh Herrin         | USA            | AirAsia Caterham Moto Racing | Caterham Suter | 1-2, 5-12   | Fick avbryta säsongen            |
| 3  | Simone Corsi        | Italien        | NGM Forward Racing           | Forward KLX    | 1-12        | Fick avbryta på grund av skada   |
| 4  | Randy Krummenacher  | Schweiz        | IodaRacing Project           | Suter          | 1-18        |                                  |
| 5  | Johann Zarco        | Frankrike      | AirAsia Caterham Moto Racing | Caterham Suter | 1-18        |                                  |
| 7  | Lorenzo Baldassarri | Italien        | Gresini Moto2                | Suter          | 1-18        |                                  |
| 8  | Gino Rea            | Storbritannien | AGT Rea Racing               | Suter          | 1-18        |                                  |
| 9  | Jeremy McWilliams   | Storbritannien | Brough Superior Racing       | Taylor Made    | 12          | Wildcard                         |
| 9  | Kenny Noyes         | USA            | Teluru Team JiR Webike       | TSR            | 14          | Ersatte 45 Nagashima             |
| 10 | Thitipong Warokorn  | Thailand       | APH PTT The Pizza SAG        | Kalex          | 1-18        |                                  |
| 11 | Sandro Cortese      | Tyskland       | Dynavolt Intact GP           | Kalex          | 1-18        |                                  |
| 12 | Thomas Lüthi        | Schweiz        | Interwetten Paddock Moto2    | Suter          | 1-18        |                                  |
| 14 | Ratthapark Wilairot | Thailand       | AirAsia Caterham Moto Racing | Caterham Suter | 4, 13-18    | Ersatte 2 Herrin                 |
| 15 | Alex De Angelis     | San Marino     | Tasca Racing Moto2           | Suter          | 1-10        | Gick till MotoGP                 |
| 18 | Nicolás Terol       | Spanien        | Mapfre Aspar Team Moto2      | Suter          | 1-11, 13-18 |                                  |
| 19 | Xavier Siméon       | Belgien        | Federal Oil Gresini Moto2    | Suter          | 1-18        |                                  |
| 20 | Florian Marino      | Frankrike      | NGM Forward Racing           | Forward KLX    | 13-18       | Ersatte 3 Corsi                  |
| 21 | Franco Morbidelli   | Italien        | Italtrans Racing Team        | Kalex          | 1-18        |                                  |
| 22 | Sam Lowes           | Storbritannien | Speed Up                     | Speed Up       | 1-18        |                                  |
| 23 | Marcel Schrötter    | Tyskland       | Tech 3                       | Tech 3         | 1-18        |                                  |
| 25 | Azlan Shah          | Malaysia       | Idemitsu Honda Team Asia     | Kalex          | 1-18        |                                  |
| 30 | Takaaki Nakagami    | Japan          | Idemitsu Honda Team Asia     | Kalex          | 1-18        |                                  |
| 32 | Federico Fuligni    | Italien        | Ciatti                       | Suter          | 13          | Wildcard                         |
| 33 | Nina Prinz          | Tyskland       | QMMF Racing Team             | Speed Up       | 9           | Wildcard                         |
| 36 | Mika Kallio         | Finland        | Marc VDS Racing Team         | Kalex          | 1-18        |                                  |
| 39 | Luis Salom          | Spanien        | Paginas Amarillas HP 40      | Kalex          | 1-18        |                                  |
| 40 | Maverick Viñales    | Spanien        | Paginas Amarillas HP 40      | Kalex          | 1-18        |                                  |
| 41 | Aiden Wagner        | Australien     | Marc VDS Racing Team         | Kalex          | 16          | Wildcard                         |
| 42 | Max Croker          | Australien     | Tasca Racing Moto2           | Suter          | 16          | Ersatte 84 Russo                 |
| 44 | Roberto Rolfo       | Italien        | Tasca Racing Moto2           | Suter          | 17-18       | Ersatte 84 Russo                 |
| 45 | Tetsuta Nagashima   | Japan          | Teluru Team JiR Webike       | TSR            | 1-12, 18    |                                  |
| 46 | Decha Kraisart      | Thailand       | Singha Eneos Yamaha Tech 3   | Tech 3         | 17          | Wildcard                         |
| 49 | Axel Pons           | Spanien        | AGR Team                     | Kalex          | 1-18        |                                  |
| 53 | Esteve Rabat        | Spanien        | Marc VDS Racing Team         | Kalex          | 1-18        |                                  |
| 54 | Mattia Pasini       | Italien        | NGM Forward Racing           | Forward KLX    | 1-18        |                                  |
| 55 | Hafizh Syahrin      | Indonesien     | Petronas Raceline Malaysia   | Kalex          | 1-18        |                                  |
| 57 | Edgar Pons          | Spanien        | Tuenti 40 HP Pons            | Kalex          | 4           | Wildcard                         |
| 59 | Miroslav Popov      | Tjeckien       | Montaze Broz Racing Team     | Suter          | 11, 13      | Wildcard                         |
| 60 | Julián Simón        | Spanien        | Italtrans Racing Team        | Kalex          | 1-18        |                                  |
| 64 | Federico Caricasulo | Italien        | Teluru Team JiR Webike       | TSR            | 13          | Ersatte 45 Nagashima             |
| 65 | Chalermpol Polamai  | Thailand       | Singha Eneos Yamaha Tech 3   | Tech 3         | 15          | Wildcard                         |
| 70 | Robin Mulhauser     | Schweiz        | Technomag carXpert           | Suter          | 1-18        |                                  |
| 71 | Tomoyoshi Koyama    | Japan          | Teluru Team JiR Webike       | NTS            | 15-17       | Ersatte 45 Nagashima             |
| 72 | Yuki Takahashi      | Japan          | Moriwaki Racing              | Moriwaki       | 15          | Wildcard                         |
| 77 | Dominique Aegerter  | Schweiz        | Technomag carXpert           | Suter          | 1-18        |                                  |
| 80 | Dakota Mamola       | USA            | Mapfre Aspar Team Moto2      | Suter          | 12          | Ersatte 18 Terol                 |
| 81 | Jordi Torres        | Spanien        | Mapfre Aspar Team Moto2      | Suter          | 1-18        |                                  |
| 84 | Riccardo Russo      | Italien        | Tasca Racing Moto2           | Suter          | 11-15       | Ny ordinarie efter 15 De Angelis |
| 88 | Ricard Cardús       | Spanien        | Tech 3                       | Tech 3         | 1-18        | Ersatte 92 Mariñelarena          |
| 90 | Lucas Mahias        | Frankrike      | Promoto Sport                | Transfiormers  | 5, 11, 18   | Wildcard                         |
| 92 | Alex Mariñelarena   | Spanien        | Tech 3                       | Tech 3         |             | Illa skadad på försäsongen       |
| 94 | Jonas Folger        | Tyskland       | AGR Team                     | Kalex          | 1-18        |                                  |
| 95 | Anthony West        | Australien     | QMMF Racing Team             | Speed Up       | 1-18        |                                  |
| 96 | Louis Rossi         | Frankrike      | SAG Team                     | Kalex          | 1-18        |                                  |
| 97 | Roman Ramos         | Spanien        | QMMF Racing Team             | Speed Up       | 1-18        |                                  |
| 98 | Mashel Al Naimi     | Qatar          | QMMF Racing Team             | Speed Up       | 1           | Wildcard                         |
| 99 | Sebastián Porto     | Argentina      | Argentina TSR Motorsport     | Kalex          | 3           | Wildcard                         |

### Resultat Moto2
| Omgång | Bana                    | Segrare            | Segrarens mc | Tvåa               | Trea               | Pole position      | Snabbaste varv     |
| ------ | ----------------------- | ------------------ | ------------ | ------------------ | ------------------ | ------------------ | ------------------ |
| 1      | Losail                  | Esteve Rabat       | Kalex        | Mika Kallio        | Thomas Lüthi       | Esteve Rabat       | Maverick Viñales   |
| 2      | Circuit of the Americas | Maverick Viñales   | Kalex        | Esteve Rabat       | Dominique Aegerter | Esteve Rabat       | Maverick Viñales   |
| 3      | Termas de Río Hondo     | Esteve Rabat       | Kalex        | Xavier Siméon      | Luis Salom         | Esteve Rabat       | Luis Salom         |
| 4      | Jerez                   | Mika Kallio        | Kalex        | Dominique Aegerter | Jonas Folger       | Mika Kallio        | Jonas Folger       |
| 5      | Le Mans Bugatti         | Mika Kallio        | Kalex        | Simone Corsi       | Esteve Rabat       | Jonas Folger       | Maverick Viñales   |
| 6      | Mugello                 | Esteve Rabat       | Kalex        | Luis Salom         | Jonas Folger       | Esteve Rabat       | Esteve Rabat       |
| 7      | Catalunya               | Esteve Rabat       | Kalex        | Maverick Viñales   | Johann Zarco       | Esteve Rabat       | Esteve Rabat       |
| 8      | Assen                   | Anthony West       | Speed Up     | Maverick Viñales   | Mika Kallio        | Esteve Rabat       | Dominique Aegerter |
| 9      | Sachsenring             | Dominique Aegerter | Suter        | Mika Kallio        | Simone Corsi       | Dominique Aegerter | Mika Kallio        |
| 10     | Indianapolis            | Mika Kallio        | Kalex        | Maverick Viñales   | Dominique Aegerter | Mika Kallio        | Mika Kallio        |
| 11     | Brno                    | Esteve Rabat       | Kalex        | Mika Kallio        | Sandro Cortese     | Esteve Rabat       | Esteve Rabat       |
| 12     | Silverstone             | Esteve Rabat       | Kalex        | Mika Kallio        | Maverick Viñales   | Johann Zarco       | Esteve Rabat       |
| 13     | Misano                  | Esteve Rabat       | Kalex        | Mika Kallio        | Johann Zarco       | Mika Kallio        | Esteve Rabat       |
| 14     | Aragón                  | Maverick Viñales   | Kalex        | Esteve Rabat       | Johann Zarco       | Maverick Viñales   | Thomas Lüthi       |
| 15     | Motegi                  | Thomas Lüthi       | Suter        | Maverick Viñales   | Esteve Rabat       | Esteve Rabat       | Maverick Viñales   |
| 16     | Phillip Island          | Maverick Viñales   | Kalex        | Thomas Lüthi       | Esteve Rabat       | Esteve Rabat       | Maverick Viñales   |
| 17     | Sepang                  | Maverick Viñales   | Kalex        | Mika Kallio        | Esteve Rabat       | Esteve Rabat       | Mika Kallio        |
| 18     | Valencia                | Thomas Lüthi       | Suter        | Esteve Rabat       | Johann Zarco       | Esteve Rabat       | Thomas Lüthi       |

### Mästerskapsställning Moto2
Slutställning efter 18 deltävlingar.
1. Esteve Rabat, 346 p. Klar världsmästare efter 17 deltävlingar.
2. Mika Kallio, 289 p.
3. Maverick Viñales, 274 p.
4. Thomas Lüthi, 194 p.
5. Dominique Aegerter, 172 p.
6. Johann Zarco, 146 p.
7. Simone Corsi, 100 p.
8. Luis Salom, 85 p.
9. Sandro Cortese, 85 p.
10. Marcel Schrotter, 80 p.
11. Franco Morbidelli, 75 p.
12. Anthony West, 72 p.
13. Sam Lowes, 69 p.
14. Xavier Siméon, 63 p.
15. Jonas Folger, 63 p.
16. Jordi Torres, 57 p.
17. Julián Simón, 56 p.
18. Ricard Cardús, 45 p.
19. Hafizh Syahrin, 42 p.
20. Alex de Angelis, 37 p.
21. Mattia Pasini, 35 p.
22. Takaaki Nakagami, 34 p.
23. Axel Pons, 28 p.
24. Randy Krummenacher, 24 p.
25. Lorenzo Baldassarri, 20 p.
26. Louis Rossi, 18 p.
27. Gino Rea, 7 p.
28. Nicolás Terol, 2 p.
29. Roberto Rolfo, 2 p.

## Moto3

### Startlista Moto3
Preliminär startlista publicerades av FIM 20 november 2013, en uppdaterad lista publicerades 14 januari 2014 och en slutlig lista 28 februari med 33 ordinarie förare.
| Nr | Förare                 | Nation         | Team                             | Motorcykel    | GP               | Anmärkning                     |
| -- | ---------------------- | -------------- | -------------------------------- | ------------- | ---------------- | ------------------------------ |
| 2  | Remy Gardner           | Australien     | Kiefer Racing                    | Kalex KTM     | 13               | Ersatte 43 Grünwald            |
| 2  | Remy Gardner           | Australien     | Team Laglisse Calvo              | Kalex         | 16               | Wildcard                       |
| 2  | Remy Gardner           | Australien     | Calvo Team                       | KTM           | 17               | Ersatte 57 Granado             |
| 3  | Matteo Ferrari         | Italien        | San Carlo Team Italia            | Mahindra      | 1-18             |                                |
| 4  | Gabriel Ramos          | Venezuela      | Kiefer Racing                    | Kalex KTM     | 1-18             |                                |
| 5  | Romano Fenati          | Italien        | Sky Racing Team VR46             | KTM           | 1-18             |                                |
| 6  | Maria Herrera          | Spanien        | Junior Team Estrella Galicia 0,0 | Honda         | 4, 7, 18         | Wildcard                       |
| 7  | Efrén Vázquez          | Spanien        | Saxoprint-RTG                    | Honda         | 1-18             |                                |
| 8  | Jack Miller            | Australien     | Red Bull KTM Ajo                 | KTM           | 1-18             |                                |
| 9  | Scott Deroue           | Nederländerna  | RW Racing GP                     | Kalex KTM     | 1-18             |                                |
| 10 | Alexis Masbou          | Frankrike      | Ongetta-Rivacold                 | Honda         | 1-18             |                                |
| 11 | Livio Loi              | Belgien        | Marc VDS Racing Team             | Kalex KTM KTM | 1-8 9            | Fick avbryta säsongen          |
| 12 | Álex Márquez           | Spanien        | Estrella Galicia 0,0             | Honda         | 1-18             |                                |
| 13 | Jasper Iwema           | Nederländerna  | KRP Abbink Racing                | FTR KTM       | 8, 12            | Wildcard                       |
| 13 | Jasper Iwema           | Nederländerna  | CIP                              | Mahindra      | 14-18            | Ny ordinarie efter 51 Schouten |
| 14 | Albert Arenas          | Spanien        | Calvo Team                       | KTM           | 18               | Ersatte 57 Granado             |
| 16 | Simone Mazzola         | Italien        | MT Racing Honda                  | FTR Honda     | 6                | Wildcard                       |
| 16 | Andrea Migno           | Italien        | Mahindra Racing                  | Mahindra      | 12-18            | Ny ordinarie efter 61 Sissis   |
| 17 | John McPhee            | Storbritannien | Saxoprint-RTG                    | Honda         | 1-18             |                                |
| 19 | Alessandro Tonucci     | Italien        | CIP                              | Mahindra      | 1-18             |                                |
| 21 | Francesco Bagnaia      | Italien        | Sky Racing Team VR46             | KTM           | 1-18             |                                |
| 22 | Ana Carrasco           | Spanien        | RW Racing GP                     | Kalex KTM     | 1-14             | Fick avbryta säsongen          |
| 23 | Niccolò Antonelli      | Italien        | Junior Team Go & Fun Moto3       | KTM           | 1-18             |                                |
| 31 | Niklas Ajo             | Finland        | Avant Techno Husqvarna Ajo       | Husqvarna     | 1-8, 10-18       |                                |
| 32 | Isaac Viñales          | Spanien        | Calvo Team                       | KTM           | 1-18             |                                |
| 33 | Enea Bastianini        | Italien        | Junior Team Go & Fun Moto3       | KTM           | 1-18             |                                |
| 34 | Michael Ruben Rinaldi  | Italien        | San Carlo Team Italia            | Mahindra      | 5                | Ersatte 55 Locatelli           |
| 38 | Hafiq Azmi             | Malaysia       | Sic-Ajo                          | KTM           | 1-18             |                                |
| 41 | Brad Binder            | Sydafrika      | Ambrogio Racing                  | Mahindra      | 1-18             |                                |
| 42 | Álex Rins              | Spanien        | Estrella Galicia 0,0             | Honda         | 1-18             |                                |
| 43 | Luca Grünwald          | Tyskland       | Kiefer Racing                    | Kalex KTM     | 1-12             |                                |
| 44 | Miguel Oliveira        | Portugal       | Mahindra Racing                  | Mahindra      | 1-18             |                                |
| 45 | Olly Simpson           | Australien     | Olly Simpson Racing              | KTM           | 16               | Wildcard                       |
| 50 | Hiroki Ono             | Japan          | Honda Team Asia                  | Honda         | 14               | Wildcard                       |
| 51 | Bryan Schouten         | Nederländerna  | CIP                              | Mahindra      | 1-13             | Fick avbryta säsongen          |
| 52 | Danny Kent             | Storbritannien | Red Bull Husqvarna Ajo           | Husqvarna     | 1-18             |                                |
| 55 | Andrea Locatelli       | Italien        | San Carlo Team Italia            | Mahindra      | 1-3,6-18         |                                |
| 57 | Eric Granado           | Brasilien      | Calvo Team                       | KTM           | 1-15             |                                |
| 58 | Juan Francisco Guevara | Spanien        | Mapfre Aspar Team Moto3          | Kalex KTM     | 1-18             |                                |
| 61 | Arthur Sissis          | Australien     | Mahindra Racing                  | Mahindra      | 1-11             | Fick avbryta säsongen          |
| 63 | Zulfahmi Khairuddin    | Malaysia       | Ongetta-AirAsia                  | Honda         | 1-18             |                                |
| 65 | Philipp Öttl           | Tyskland       | Interwetten Paddock Moto3        | Kalex KTM     | 1-18             |                                |
| 66 | Joe Irwing             | Storbritannien | Redline Motorcycles/KTM UK       | KTM           | 12               | Wildcard                       |
| 69 | Anthony Groppi         | Italien        | Pos Corse                        | FTR Honda     | 6                | Wildcard                       |
| 71 | Thomas Van Leeuwen     | Nederländerna  | 71Workx.com Racing Team          | Kalex KTM     | 8                | Wildcard                       |
| 73 | Renald Castillon       | Frankrike      | Team RMS                         | Honda         | 5                | Wildcard                       |
| 81 | Sena Yamada            | Japan          | Liberto Plusone & Endurance      | Honda         | 15               | Wildcard                       |
| 83 | Hikari Okubo           | Japan          | Hot Racing with I-Factory        | Honda         | 15               | Wildcard                       |
| 84 | Jakub Kornfeil         | Tjeckien       | Calvo Team                       | KTM           | 1-18             |                                |
| 86 | Kevin Hanus            | Tyskland       | Fai Rent-A-Jet                   | Honda         | 9                | Wildcard                       |
| 88 | Hafiza Rofa            | Malaysia       | Sic-Ajo                          | KTM           | 17               | Wildcard                       |
| 93 | Ramdan Rosli           | Malaysia       | Petronas AHM Malaysia            | KTM           | 17               | Wildcard                       |
| 91 | Gabriel Rodrigo        | Argentina      | RBA Racing Team                  | KTM           | 4, 7, 11, 14, 18 | Wildcard                       |
| 91 | Gabriel Rodrigo        | Argentina      | Avant Tecno Husqvarna Ajo        | Husqvarna     | 9                | Ersatte 31 Ajo                 |
| 95 | Jules Danilo           | Frankrike      | Ambrogio Racing                  | Mahindra      | 1-18             |                                |
| 97 | Maximilian Kappler     | Tyskland       | Saxoprint-RTG                    | FTR           | 9                | Wildcard                       |
| 98 | Karel Hanika           | Tjeckien       | Red Bull KTM Ajo                 | KTM           | 1-18             |                                |
| 99 | Jorge Navarro          | Spanien        | Marc VDS Racing Team             | Kalex KTM     | 10-18            | Ny ordinarie efter 11 Loi      |

### Resultat Moto3
| Omgång | Bana                    | Segrare       | Segrarens mc | Tvåa            | Trea            | Pole position     | Snabbaste varv    |
| ------ | ----------------------- | ------------- | ------------ | --------------- | --------------- | ----------------- | ----------------- |
| 1      | Losail                  | Jack Miller   | KTM          | Álex Márquez    | Efrén Vázquez   | Álex Rins         | Alexis Masbou     |
| 2      | Circuit of the Americas | Jack Miller   | KTM          | Romano Fenati   | Efrén Vázquez   | Jack Miller       | Álex Márquez      |
| 3      | Termas de Río Hondo     | Romano Fenati | KTM          | Álex Márquez    | Jack Miller     | Jack Miller       | Álex Márquez      |
| 4      | Jerez                   | Romano Fenati | KTM          | Efrén Vázquez   | Álex Rins       | Jack Miller       | Álex Rins         |
| 5      | Le Mans Bugatti         | Jack Miller   | KTM          | Álex Rins       | Isaac Viñales   | Efrén Vázquez     | Francesco Bagnaia |
| 6      | Mugello                 | Romano Fenati | KTM          | Isaac Viñales   | Álex Rins       | Álex Rins         | Efrén Vázquez     |
| 7      | Catalunya               | Álex Márquez  | Honda        | Enea Bastianini | Efrén Vázquez   | Álex Márquez      | John McPhee       |
| 8      | Assen                   | Álex Márquez  | Honda        | Álex Rins       | Miguel Oliveira | Jack Miller       | Romano Fenati     |
| 9      | Sachsenring             | Jack Miller   | KTM          | Brad Binder     | Alexis Masbou   | Jack Miller       | Brad Binder       |
| 10     | Indianapolis            | Efrén Vázquez | Honda        | Romano Fenati   | Jack Miller     | Jack Miller       | Álex Rins         |
| 11     | Brno                    | Alexis Masbou | Honda        | Enea Bastianini | Danny Kent      | Álex Márquez      | Romano Fenati     |
| 12     | Silverstone             | Álex Rins     | Honda        | Álex Márquez    | Enea Bastianini | Álex Rins         | Jakub Kornfeil    |
| 13     | Misano                  | Álex Rins     | Honda        | Álex Márquez    | Jack Miller     | Jack Miller       | Juanfran Guevara  |
| 14     | Aragón                  | Romano Fenati | KTM          | Álex Márquez    | Danny Kent      | Álex Rins         | Romano Fenati     |
| 15     | Motegi                  | Álex Márquez  | Honda        | Efrén Vázquez   | Brad Binder     | Danny Kent        | Álex Márquez      |
| 16     | Phillip Island          | Jack Miller   | KTM          | Álex Márquez    | Álex Rins       | Álex Márquez      | Jack Miller       |
| 17     | Sepang                  | Efrén Vázquez | Honda        | Jack Miller     | Álex Rins       | Jack Miller       | Álex Rins         |
| 18     | Valencia                | Jack Miller   | KTM          | Isaac Viñales   | Álex Márquez    | Niccolò Antonelli | Efrén Vázquez     |

### Mästerskapsställning Moto3
Slutställning efter 18 deltävlingar.
1. Álex Márquez, 278 p. Världsmästare i sista deltävlingen.
2. Jack Miller, 276 p.
3. Álex Rins, 237 p.
4. Efrén Vázquez, 222 p.
5. Romano Fenati, 176 p.
6. Alexis Masbou, 164 p.
7. Isaac Viñales, 141 p.
8. Danny Kent, 129 p.
9. Enea Bastianini, 127 p.
10. Miguel Oliveira, 110 p.
11. Brad Binder, 109 p.
12. Jakub Kornfeil, 97 p.
13. John McPhee, 77 p.
14. Niccolò Antonelli, 68 p.
15. Niklas Ajo, 52 p.
16. Francesco Bagnaia, 50 p.
17. Juanfran Guevara, 46 p.
18. Karel Hanika, 44 p.
19. Alessandro Tonucci, 20 p.
20. Zulfahmi Khairuddin, 19 p.
21. Livio Loi, 17 p.
22. Matteo Ferrari, 12 p.
23. Jorge Navarro, 11 p.
24. Philipp Öttl, 10 p.
25. Andrea Migno, 8 p.
26. Hiroki Ono, 5 p.
27. Jasper Iwema, 4 p.

Inalles 32 förare tog poäng.

## Övriga VM-klasser
FIM delar ut världsmästerskap i fyra klasser utöver de tre Grand Prix-klasserna: Superbike, Supersport, Endurance och Sidvagn.

### Endurance
Endurance-VM för motorcyklar avgörs över fyra deltävlingar: Bol d'Or (24 timmar) 26-27 april, Suzuka 8-timmars 27 juli, Oschersleben 8-timmars 123 augusti och Le Mans 24-timmars 20-21 september. Världsmästare för stall blev Yamaha Racing GMT 94 Michelin med förarna David Checa, Kenny Foray och Mathieu Gines. Yamaha vann också konstruktörsmästerskapet.
Slutställning
1. Yamaha Racing GMT 94 Michelin, 141 p.
2. Suzuki Endurance Racing Team, 104 p.
3. Team Bolliger Switzerland #8, 100 p.
4. National Motos, 80 p.
5. SRC Kawasaki, 72 p.
6. Monster Energy Yamaha - YART, 70 p.
7. Honda Racing, 63 p.
8. Team Motors Events April Moto, 60 p.

### Sidvagnar
Världsmästerskapet för motorcyklar med sidvagn avgjordes i åtta deltävlingar med ett eller två heat, totalt tio heat. Världsmästare blev britten Tim Reeves med burkslaven Grégory Cluze från Frankrike. VM-titeln var klar efter sju deltävlingar.
Slutställning
1. Tim Reeves / Grégory Cluze, 201 p.
2. Ben Birchall / Tom Birchall, 185 p.
3. Uwe Gürck / Manfred Wechselberger, 112 p.
4. Bennie Streuer / Geert Koerts, 105 p.
5. Mike Roscher / Anna Burkhard, 95 p.
6. Jakob Rutz / Thomas Hofer, 91 p.